# Vincent Starrett
Pour les articles homonymes, voir Starrett.
Vincent Starrett, né Charles Vincent Emerson Starrett le 26 octobre 1886 à Toronto, en Ontario, au Canada, et mort le 5 janvier 1974 à Chicago, dans l’Illinois, aux États-Unis, est un écrivain, critique littéraire et journaliste américain.

## Biographie
Il naît à Toronto, au-dessus de la librairie de son grand-père, mais il passe son enfance à Chicago où sa famille déménage en 1889.
Issu d'un milieu modeste, il fait sa scolarité dans des écoles publiques. En 1905, il décroche un emploi de journaliste au quotidien Chicago Inter Ocean, puis entre l'année suivante au service du Chicago Daily News. Pour ce dernier journal, il couvre les affaires criminelles, mais, de 1914 à 1915, il est correspondant de guerre au Mexique. Rédacteur en chef du magazine The Wave en 1921, il enseigne l'écriture l'année suivante à l'Université Northwestern.
Il amorce sa carrière d'écrivain avec la publication de nouvelles policières mâtinées de fantastique dans des pulps, dont sa toute première, un pastiche de Sherlock Holmes intitulé L'Exemplaire unique (The Adventure of the Unique Hamlet, 1920). Le récit met le célèbre détective créé par Arthur Conan Doyle sur la piste d'un exemplaire unique de 1604 d'une pièce de William Shakespeare. La fascination de Starrett pour Sherlock Holmes le pousse à être l'un des cofondateurs, avec Christopher Morley, de la société littéraire des Baker Street Irregulars en 1934. L'année précédente, il avait publié The Private Life of Sherlock Holmes (1933), une vaste étude sur le locataire du 221B Baker Street.
Entre 1929 et 1937, il fait paraître sept romans policiers, dont trois ont pour héros récurrent le détective amateur Walter Ghost. Le roman Le Crime de l'hôtel Granada (The Great Hotel Murder, 1935), où l'enquête est menée par Riley Blackwood, l'autre héros récurrent de Starrett, paraît d'abord en feuilleton sous le titre Recipe for Murder et, sous ce titre, est adapté au théâtre, avant de devenir en 1935 le film Meurtre au Grand Hôtel (The Great Hotel Murder) : l'acteur Edmund Lowe y incarne Riley Blackwood, rebaptisé Roger Blackwood pour les besoins de la production.
Spécialiste de la littérature fantastique, Starrett signe des essais sur l'écrivain gallois Arthur Machen, qu'il fait connaître à ses compatriotes américains, mais également sur H. P. Lovecraft et Ambrose Bierce. Il écrit lui-même des récits d'horreur et de fantastique, dont plusieurs sont parus dans le magazine Weird Tales.
Vincent Starrett a aussi écrit de la poésie et a tenu régulièrement la chronique littéraire Books Alive du Chicago Tribune de 1942 à 1967, y collaborant encore à l'occasion jusqu'à sa mort survenue en 1974.

## Œuvre

### Romans

#### SérieWalter Ghost
- Murder on B Deck (1929)
- Dead Man Inside (1931) Publié en français sous le titre Ici un mort, traduit par Perrine Vernay, Paris, Nouvelle Revue Critique, L'Empreinte no 23, 1933
- The End of Mr Garment (1932)

#### SérieRiley Blackwood
- The Great Hotel Murder (1935) (autre titre : Recipe for Murder) Publié en français sous le titre Le Crime de l'hôtel Granada, traduit par Simone Lechevrel, Paris, Nouvelle Revue Critique, L'Empreinte no 113, 1937 ; réédition, Paris, La Maîtrise du livre, L'Empreinte-Police no 13, 1947
- Midnight and Percy Jones (1938)

#### Autres romans
- Seaports in the Moon: A Fantasia on Romantic Themes (1928)
- Laughing Buddha (1937) (autre titre : Murder in Peking en 1946) Publié en français sous le titre Meurtre à Pékin, traduit par Valentine Ishbel Johnston, Paris, Éditions Diderot, 1946

### Ouvrage de littérature d'enfance et de jeunesse
- The Great All-Star Animal League Ball Game (1958)

### Recueils de nouvelles
- The Unique Hamlet (1920)
- Coffins for Two (1924)
- The Blue Door (1930)
- The Case Book of Jimmy Lavender (1944)
- The Quick and the Dead (1965)

### Nouvelles
- The Adventure of the Unique Hamlet (1920) Publié en français sous le titre L'Exemplaire unique, Paris, Fayard, Le Saint détective magazine no 119, janvier 1965 ; réédition dans l'anthologie Le Nouveau Musée de l'Holmes, Paris, NéO, 1989
- Open Window (1921)
- Penelope (1923)
- Riders in the Dark (1923)
- The Money Lender (1923)
- Coffins for Two (1924)
- The Mid-Watch Tragedy (1924)
- Penelope (1927)
- An Author and His Character (1928)
- In Which an Author and His Character Are Well Met (1928)
- The Quick and the Dead (1932)
- The Case of the Two Flutes (1942) Publié en français sous le titre Les Deux Flûtes, Paris, Opta, Mystère magazine no 24, janvier 1950
- Dilemma at Shanghai (1942)
- The Dog that Spoke French (1944)
- Code Zed (1944)
- Fog Over Hong Kong (1946)
- Crazy Like a Fox (1955) Publié en français sous le titre Pas si fou !, Paris, Opta, L'Anthologie du Mystère no 6, mars 1965
- The Day of the Cripples (1956) Publié en français sous le titre La Journée des infirmes, Paris, Fayard, Le Saint détective magazine no 34, décembre 1957
- The Sinless Village (1957)
- The Tragedy of Papa Ponsard (1959)
- Man in Hiding (1964) Publié en français sous le titre Coffré, Docteur !, Paris, Opta, L'Anthologie du Mystère no 7, septembre 1965
- Footsteps of Fear (1964)
- The Elixir of Death (1965)
- The Fugitive (1965)
- The Head of Cromwell (1965)
- The Man in the Cask (1965)
- The Tattooed Man (1965)
- The Eleventh Juror (1969)
- The Evil Eye (2004), publication posthume

### Poésie
- Changeling (1922)
- Legend (1927)
- Cordelia's Song (1938) (autre titre The King in Yellow) (1938)
- Othello Time (1939)
- In an Old Street (1939)
- Dupin and Another (1939)
- 221B (1945)
- Extraordinary Visit (1947)
- Gooseflesh (1947)
- Sea Story (1947)
- Visitation (1947)
- Fragment (1949)
- Full Circle (1949)
- Hieroglyphics (1949)
- HPL (1949)
- Travel Talk (1949)
- Two Horsemen (1949)
- Femme Fatale (1961)
- Romantic Episode (1961)
- The Death of Santa Claus (1961)

### Essais
- Arthur Machen: A Novelist of Ecstasy and Sin (1918)
- The Escape of Alice (1919)
- Ambrose Bierce (1920)
- Stephen Crane: A Bibliography (1923)
- Buried Caesars: Essays in Literary Appreciation (1923)
- Ambrose Bierce: A Bibliography (1929)
- Penny Wise and Book Foolish (1929)
- All About Mother Goose (1930)
- The Private Life of Sherlock Holmes (1933)
- Persons for Porlock (1938)
- Oriental Encounter: Two Essays in Bad Taste (1938)
- Books Alive (1940)
- Bookman's Holiday (1942)
- H. P. Lovecraft (1944)
- In Re: Solar Pons (1945)
- The Lovecraft Legend (1945)
- Books and Bipeds (1947)
- A Sort of Introduction (The Best Science-Fiction Stories) (1950)
- Best Loved Books of the Twentieth Century (1955)
- Book Column (1958)
- Foreword (The Casebook of Solar Pons) (1965)
- Late, Later and Possibly Last: Essays (1973)

### Autobiographie
- Born in a Bookshop (1965)

## Filmographie
- 1927 : Wanted: A Coward, film américain réalisé par Roy Clements
- 1935 : Meurtre au Grand Hôtel (The Great Hotel Murder), film américain réalisé par Eugene Forde d'après le roman éponyme, avec Edmund Lowe